# Dorcadion musarti
Dorcadion musarti là một loài bọ cánh cứng trong họ Cerambycidae.